# Nybøllegård (Hillerslev Sogn)
 For alternative betydninger, se Nybøllegård. (Se også artikler, som begynder med Nybøllegård)
Nybøllegård er en lille sædegård, som nævnes første gang i 1580. Gården ligger i Hillerslev Sogn, Sallinge Herred, Ringe Kommune. Hovedbygningen er opført i 1856-1858.
Nybøllergård Gods er på 278 hektar

## Ejere af Nybøllegård
- (1580-1604) Lauritz Brockenhuus
- (1604-1615) Rigborg Lauritzsdatter Brockenhuus gift Pogwish
- (1615-1647) Ludvig Rosenkrantz / Malte Rosenkrantz
- (1647-1660) Anders Bille
- (1660-1665) Enke Fru Bille
- (1665-1684) Pernille Bille gift Trolle
- (1684-1686) Anders Bille (brors søn)
- (1686-1695) Peder Luxdorph
- (1695-1705) Forpagter Peter Møller
- (1705-1715) Clemens Møller (søn)
- (1715-1729) Erik Jørgensen Skeel
- (1729-1742) Ida Jørgensdatter Skeel gift von Holsten (søster)
- (1742-1750) Erik Skeel von Holsten (søn)
- (1750-1770) Frederik Christian Ludvig von Pentz
- (1770-1772) Ditlev Ludvig von Pentz (søn)
- (1772-1798) Frederik Siegfried Rantzau
- (1798-1824) Christian Heinrich August von Hardenberg-Reventlow
- (1824-1845) Forpagter Hansen
- (1845-1854) baron Schaffalitzky de Muckadell
- (1854-1856) Carl Emil Bay
- (1856-1868) Jørgen Andersen
- (1868-1871) Enke Fru Andersen
- (1871-1918) Henry Alfred Oxholm Smidt
- (1918-1924) Edvard Oxholm Smidt (søn)
- (1924-1934) Mads Larsen
- (1934-1965) Hugo Føge Jensen
- (1965-1989) Hans Peter Aagaard Andersen
- (1989-) Hans Laurids Aagaard Andersen (søn)